# انتهاك القانون

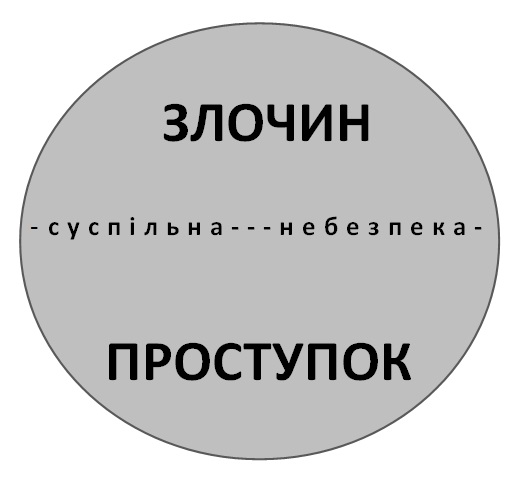
الجرائم (الجنحة)

انتهاك القانون (بالإنجليزية: violation of law) انتهاك القانون هو أي فعل (أو، بشكل اقل شيوعاً، عدم التصرف) الذي لا يلتزم بالقانون القائم والمعمول به.
تشمل الانتهاكات عموماً الجرائم والاخطاء المدنية. بعض الأفعال، مثل الاحتيال، يمكن ان تنتهك القوانين المدنية والجنائية.
عادة ما تؤدي انتهاكات القانون المدني إلى عقوبات مدنية مثل الغرامات، والجرائم الجنائية إلى عقوبات اشد.
يجب ان تعكس شدة العقوبة شدة الانتهاك (العدالة الجزائية).
ومع ذلك، في المواقف الواقعية والانتهاكات البسيطة، تبين العقوبة الغيرية (بمعنى اخر عقوبة الإيثار) «لا تتناسب مع الجريمة». هذا التقسيم مشابه للتمييز بين الجنح والجنايات.
تشمل الأمثلة الأخرى على انتهاكات القانون ما يلي:
المخالفات في قانون الولايات المتحدة، الجرائم البسيطة أو الصغيرة التي لا تتطلب محاكمة امام هيئة محلفين. في الاستخدام الشائع، يتم التعامل مع «الانتهاكات» على انها مرادفة للمخالفة.
انتهاك متعمد، في القانون الأمريكي، فعل يتجاهل عن عمد اللوائح والقوانين والسياسات التعدي، الانتهاكات المختلفة للقوانين أو الحقوق، التي تستخدم عادة في سياق الملكية الفكرية.
على سبيل المثال، انتهاك حقوق النشر، خرق العقد، خرق الاختبار، ضد قواعد المرور، انتهاك اثناء الحركة، أي انتهاك للقانون من جانب السائق اثناء تحرك السيارة، مخالفة الركن أو إيقاف سيارة في مكان مقيد أو بطريقة غير مصرح بها.